# Lippenhantel
Die Lippenhantel ist ein Trainingsgerät für Blechbläser.
Der Blechbläser trainiert damit die Muskeln des Mundes und der Lippen. Dabei wird der Kopf vorne über gebeugt und die Lippenhantel wird mit den Lippen festgehalten.